# Фінал Світового туру ATP 2009
Фінал Світового туру ATP 2009 — тенісний турнір, що проходив на кортах з твердим покриттям у Лондоні з 23 листопада.

## Фінальна частина

### Одиночний розряд
Микола Давиденко —  Хуан Мартін дель Потро 6–3, 6–4

### Парний розряд
Боб Браян /  Майк Браян —  Максим Мирний /  Енді Рам 7–6(7–5), 6–3